# L'Expulsion (roman)
Pour les articles homonymes, voir L'Expulsion.
L'Expulsion ou Histoire du dernier berger de la vallée du Riuferrer est un roman de Michel Llory paru aux éditions Stock en 1990.

## Édition
Michel Llory (préf. Robert Pinget), L'Expulsion ou Histoire du dernier berger de la vallée du Riuferrer, Paris, Stock, 1990, 193 p. (ISBN 2-234-02238-X, BNF 35072269)